# Bigla Cycling Team 2006
Questa voce raccoglie le informazioni riguardanti la Bigla Cycling Team nelle competizioni ufficiali della stagione 2006.

## Stagione
La squadra ciclistica svizzera partecipò, nella stagione 2006, alla UCI Women's Road World Cup, ottenendo due vittorie nel GP de Plouay con Nicole Brändli e nella Berner Rundfahrt con Zulfia Zabirova, e chiuse al quinto posto nella classifica della Coppa del mondo UCI. Tra le atlete, miglior posizione nella classifica individuale della Coppa del mondo la stessa Zabirova, decima.

## Organico

### Staff tecnico
GM=General manager; DS=Direttore sportivo.
|  | Naz.                | Ruolo | Sportivo        |  |  |  |
|  | ------------------- | ----- | --------------- |  |  |  |
|  | Svizzera (bandiera) | GM    | Fritz F. Boesch |  |  |  |
|  | Svizzera (bandiera) | DS    | Felice Puttini  |  |  |  |

### Rosa
|  | Naz.                  |  | Sportivo        | Anno |  |  |
|  | --------------------- |  | --------------- | ---- |  |  |
|  | Italia (bandiera)     |  | Lidia Arcangeli | 1982 |  |  |
|  | Svizzera (bandiera)   |  | Nicole Brändli  | 1979 |  |  |
|  | Italia (bandiera)     |  | Noemi Cantele   | 1981 |  |  |
|  | Svizzera (bandiera)   |  | Monica Furrer   | 1985 |  |  |
|  | Austria (bandiera)    |  | Andrea Graus    | 1979 |  |  |
|  | Svizzera (bandiera)   |  | Jennifer Hohl   | 1986 |  |  |
|  | Svezia (bandiera)     |  | Monica Holler   | 1984 |  |  |
|  | Svizzera (bandiera)   |  | Andrea Knecht   | 1983 |  |  |
|  | Svizzera (bandiera)   |  | Bettina Kuhn    | 1982 |  |  |
|  | Svizzera (bandiera)   |  | Andrea Wolfer   | 1987 |  |  |
|  | Kazakistan (bandiera) |  | Zulfia Zabirova | 1973 |  |  |

## Palmarès

### Corse a tappe
- Giro Donne

1ª tappa (Nicole Brändli)
Classifica generale (Nicole Brändli)
- Trophée d'Or Féminin

1ª tappa (Zulfia Zabirova)
6ª tappa (Noemi Cantele)
Classifica generale (Zulfia Zabirova)
- Route de France féminine

2ª tappa (Noemi Cantele)
- Giro della Toscana Femminile

1ª tappa (Noemi Cantele)
2ª tappa (Nicole Brändli)
5ª tappa (Noemi Cantele)
- Giro del Trentino Internazionale Femminile

3ª tappa (Andrea Graus)

### Corse in linea
- Grand Prix de Plouay (Nicole Brändli)
- Berner Rundfahrt (Zulfia Zabirova)
- Stadtkriterium Thun (Monika Furrer)
- Hammaro Rundan (Monica Holler)
- Parel van de Veluwe (Monica Holler)
- Diessenhofen (Bettina Kuhn)
- Rund um den Bühler (Bettina Kuhn)

### Campionati nazionali
- Campionati kazaki

In linea (Zulfia Zabirova)
Cronometro (Zulfia Zabirova)

## Classifiche

### UCI Women's World Cup
Individuale
Piazzamenti dei corridori del Bigla Cycling Team nella classifica individuale della UCI Women's World Cup 2006.
| Pos. | Ciclista        | Punti |
| ---- | --------------- | ----- |
| 10   | Zulfia Zabirova | 120   |
| 12   | Nicole Brändli  | 120   |
| 18   | Monica Holler   | 86    |
| 55   | Noemi Cantele   | 23    |
| 63   | Andrea Graus    | 17    |

Squadra
La Bigla Cycling Team chiuse in quinta posizione con 366 punti.